# Lingxi (köpinghuvudort i Kina, Jiangxi Sheng, lat 28,50, long 118,03)
Lingxi (kinesiska: 灵溪) är en köpinghuvudort i Kina. Den ligger i provinsen Jiangxi, i den sydöstra delen av landet, omkring 210 kilometer öster om provinshuvudstaden Nanchang. Antalet invånare är 29 710. Befolkningen består av 14 702 kvinnor och 15 008 män. Barn under 15 år utgör 24,0 %, vuxna 15-64 år 68 %, och äldre över 65 år 6,0 %.
Runt Lingxi är det tätbefolkat, med 511 invånare per kvadratkilometer. Närmaste större samhälle är Shangrao, 7,5 km sydväst om Lingxi. Trakten runt Lingxi består till största delen av jordbruksmark.
Genomsnittlig årsnederbörd är 2 682 millimeter. Den regnigaste månaden är juni, med i genomsnitt 514 mm nederbörd, och den torraste är oktober, med 39 mm nederbörd.